# Din barndom ska aldrig dö
Din barndom ska aldrig dö är en svensk dramafilm från 2013, regisserad och skriven av Marcus Carlsson. I rollerna ses bland andra Adam Lundgren, Jennifer Karlberg och Michaela Thorsén.

## Handling
Filmen skildrar en grupp människor och deras komplicerade förhållande till varandra. Vera försöker hantera sin sons ansvarslösa far samtidigt som hennes syster just ska ge ut en bok om deras barndom. Inte långt från Vera försöker en clown börja om på nytt i livet, men hans expartner vill inte släppa taget om honom.

## Rollista
- Adam Lundgren – Jon
- Jennifer Karlberg – Vera
- Michaela Thorsén – Ellen
- Jonathan Silén – Karl
- Johanna Strömberg – Lina
- Sigmund Hovind – Öyvind
- Julie Marie Lindvik – Agnes
- Ingebjørg Buen – Tora
- Vinnie Gustavsson Hägg – Robin
- Lennart Winberg – pappan
- Helena Gezelius – journalisten
- Moa Myrén - psykologen

## Om filmen
Din barndom ska aldrig dö producerades av Lovisa Charlier och Marcus Carlsson för produktionsbolaget Mariedamfilm AB. Den fotograferades av Anders Berggren och klipptes av Erika Gonzales och Marcus Carlsson. Filmen premiärvisades den 26 januari 2013 på Göteborgs filmfestival och hade biopremiär 8 november 2013 på Bio Rio i Stockholm.
Den 19 augusti 2014 hade filmen premiär på SVT1.
Din barndom ska aldrig dö visades på SVT Play 19 augusti 2014 till och med 18 september 2014.

## Mottagande
Aftonbladet: "Bästa svenska film 2013: Marcus Carlssons långfilmsdebut Din barndom ska aldrig dö fick inte ens traditionell distribution – men den berörde mig mest, och gjorde mig gladast av årets svenska filmer." - Emma Gray Munthe .
Moviezine kallade filmen för ett "ungt och fräscht relationsdrama" och gav den betyget 3/5. "Din barndom ska aldrig dö är en del av det där arvet, efter Ingmar Bergman och kanske ännu längre tillbaka, eller senare exempel som Björn Runge. Detta är arvet när det fungerar. Det svenska relationsdramat i sin finaste form, fast med en yngre och fräschare känsla" - Fredrik Adolvsson.
Din barndom ska aldrig dö belönades med SVT Kulturnyheternas Kulturbagge för Årets Nykomling den 20 januari 2014. 

## Musik
- Din barndom skall aldrig dö (text, musik och framförd av Anders F. Rönnblom)[1]
- Jag kysste henne våldsamt (text, musik och framförd av Anders F. Rönnblom)[1]